# Columbus Blue Jackets
Los Columbus Blue Jackets (en español, Chaquetas Azules de Columbus) son un equipo profesional de hockey sobre hielo de los Estados Unidos con sede en la ciudad de Columbus, Ohio. Compiten en la División Metropolitana de la Conferencia Este de la National Hockey League (NHL) y disputan sus partidos como locales en el Nationwide Arena.

## Historia

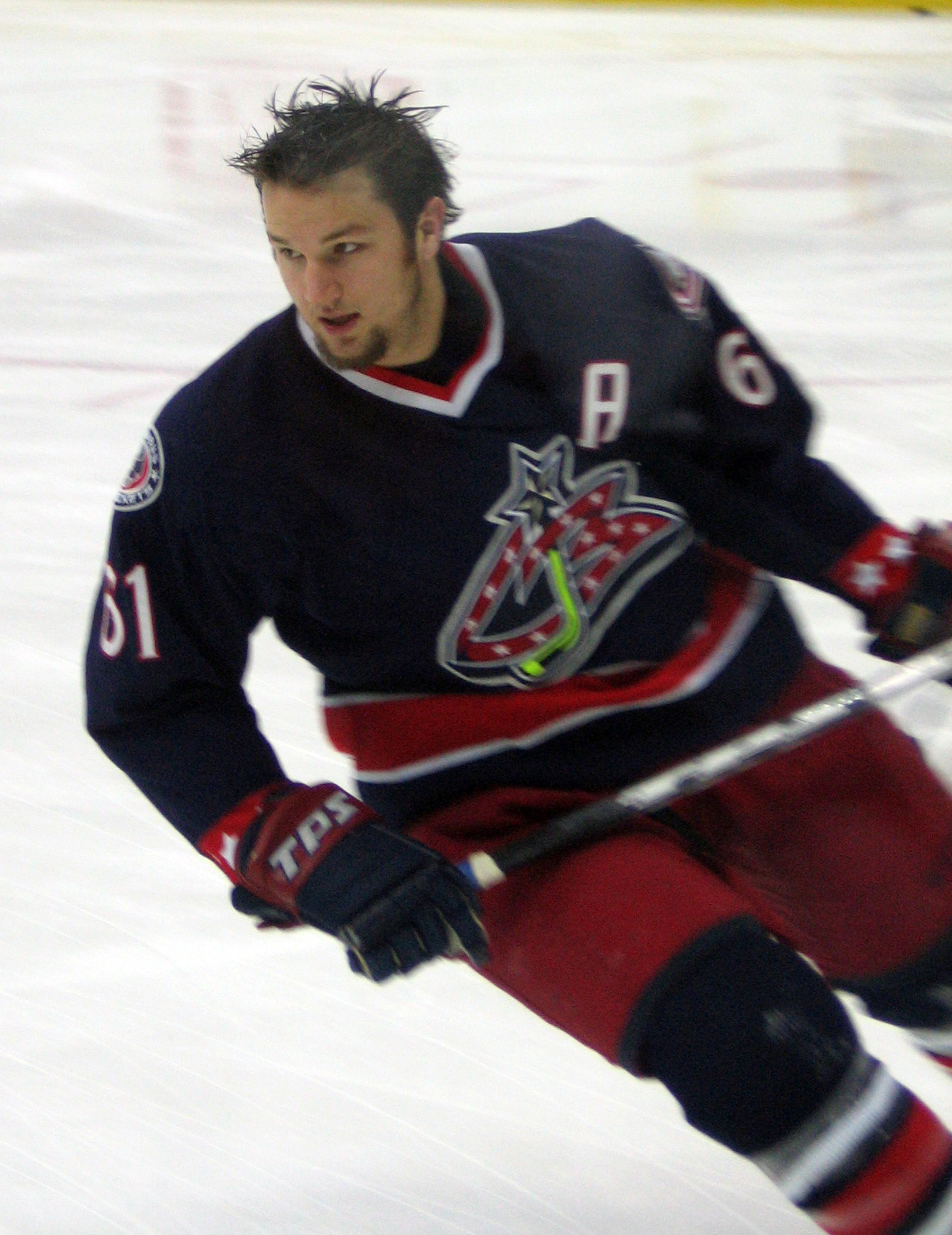
Rick Nash, excapitán del equipo.

Los antecedentes de un equipo de Ohio en la NHL se remontan a los Cleveland Barons, equipo que sólo permaneció en la ciudad dos temporadas antes de fusionarse con los Minnesota North Stars. La posibilidad de que el Estado volviese a albergar una franquicia de hockey surge en 1997, cuando los ciudadanos de Columbus consideraron realizar un referéndum para construir un pabellón multiusos con dinero público, que podría albergar una franquicia en expansión. A pesar de que la construcción fue rechazada vía consulta, John H. McConnell garantizó a la NHL que el estadio se iba a construir.
Finalmente, la empresa de seguros Nationwide anunció que financiaría el arena por un valor de 150 millones de dólares, y el 25 de junio de 1997 la NHL anunció que Columbus albergaría una nueva franquicia.
El nuevo equipo no se puso en marcha hasta el año 2000, cuando los Columbus Blue Jackets y los Minnesota Wild tomaron parte del draft de expansión para la temporada 2000-01. Como primera elección de draft los Blue Jackets seleccionaron al portero Rick Tabaracci.
Los Blue Jackets jugaron su primer partido en la NHL el 7 de octubre de 2000, con una derrota frente a los Chicago Blackhawks por 5-3. Esa temporada el equipo quedó último de división y no logró clasificarse para los playoffs, y la siguiente campaña 2001-02 el club logró un peor récord que les valió terminar en última posición de toda la liga, con solo 57 puntos. Durante tres temporadas el equipo quedó último de su división.
Los siguientes años no resultaron mejores para el equipo al no poder clasificarse para los playoffs, pero sus resultados mejoraron. El equipo seleccionó en el draft a Rick Nash, que resultó ser uno de los mejores jugadores de la franquicia al anotar 41 goles en la temporada 2003-04.
Al término de la huelga de jugadores de la temporada 2004-05, Columbus decidió dar un golpe de efecto con varios fichajes. Destacó la incorporación del defensa de Colorado Avalanche Adam Foote, y que junto a Nash esperaba liderar al conjunto hacia sus primeros playoffs. Sin embargo, las lesiones mermaron al equipo. Más tarde vino la estrella Sergei Fedorov, procedente de los Anaheim Ducks, pero que no pudo conseguir la clasificación. Aun así, los Blue Jackets batieron su récord de puntos (74) y victorias (35), y consiguieron terminar terceros en su División.
Para la temporada 2006-07 hubo que afrontar varios cambios en el equipo, que afectaron tanto a su estructura como a su cuerpo técnico. Al finalizar la temporada el director general desde los inicios de la franquicia, Doug MacLean, fue despedido con la intención de mejorar el equipo, y poco después Foote y Fedorov fueron traspasados. El equipo continuó sin clasificarse para playoffs hasta la temporada 2008-09 donde el equipo logró calificarse a los playoffs con 92 puntos y como séptima semilla pero fueron barridos por los Red Wings.

## Equipación y logo
Los colores de los jerséis del equipo son el azul marino (casa) y blanco (fuera), con toques rojos y platas, mientras que el escudo de los Blue Jackets es la bandera de Ohio rodeando una estrella que lo representa como uno de los 50 estados del país.
El nombre del equipo está relacionado con la historia de Ohio durante la guerra civil estadounidense, en la que Ohio fue uno de los estados pertenecientes a la "Unión". Blue Jackets alude a los colores empleados por la infantería unionista en la Guerra.
Durante sus partidos el equipo utiliza una réplica de un cañón 
empleado durante la 
Guerra Civil, y que es disparado cada vez que el equipo sale al rink, marca un gol o vence un partido.